# Croke Park
Croke Park (irlandeză Páirc an Chrócaigh, AFI: [ˈpaːɾʲc ən̪ˠ ˈxɾˠoːkˠə]) este un stadion din Dublin, Irlanda. Adesea numit Croker de către fani, el este principalul stadion și sediul Gaelic Athletic Association (GAA). 
Începând cu 1884 el este utilizat de GAA pentru a găzdui jocuri galice

## Bohemian FC

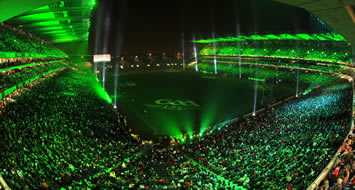
Joc de lumini pe Croke Park, în fața a 79.161 de fani, pe 31 ianuarie 2009 la celebrarea celei de-a 125-a aniversare a GAA

Din 1890 stadionul este folosit și de clubul de fotbal Bohemian FC. În 1901 arena a găzduit finala IFA Irish Cup la fotbal, în care Cliftonville a învins-o pe Freebooters.

## Concerte

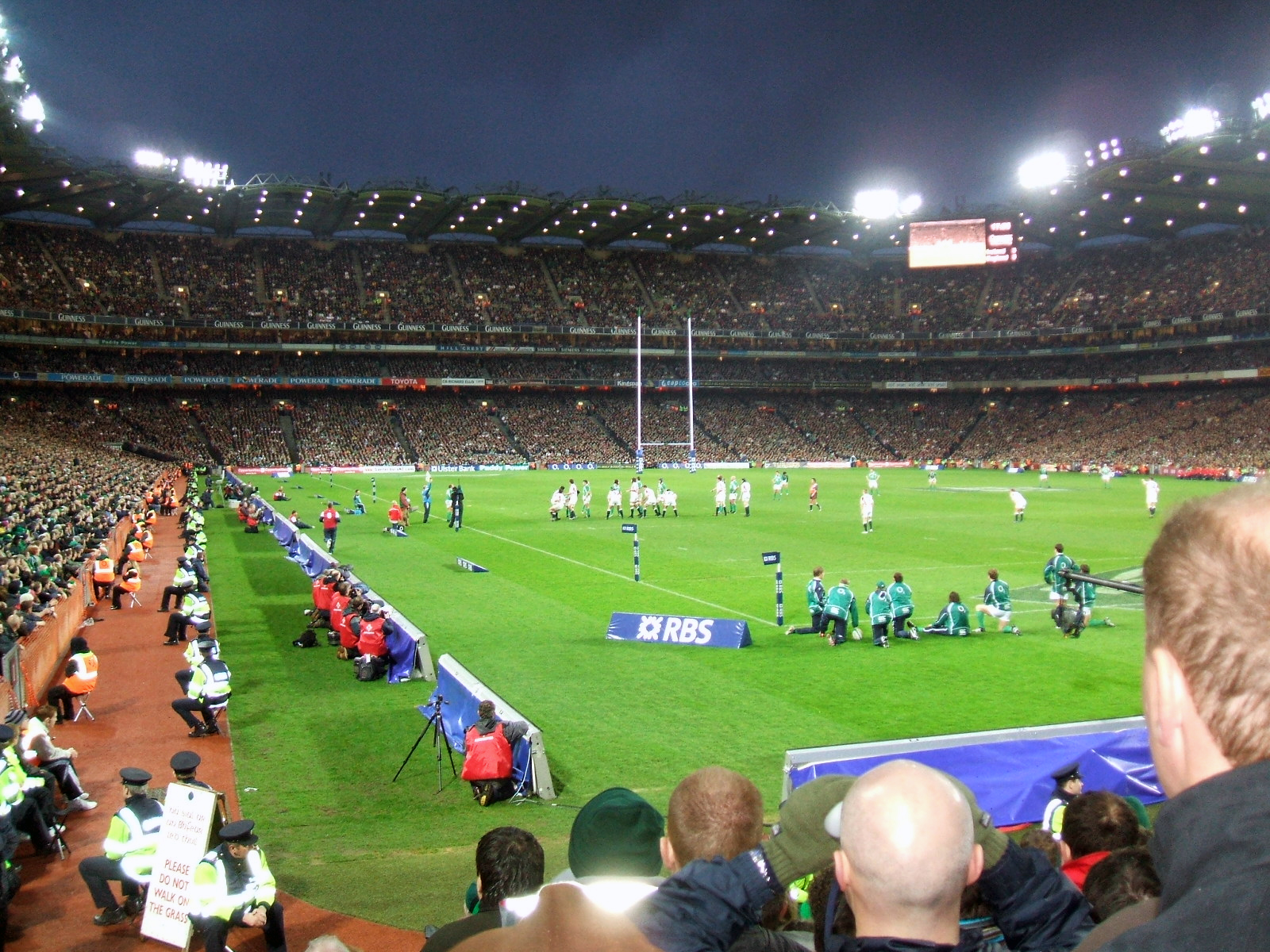
Croke Park floodlights in use during Six Nations Championship match

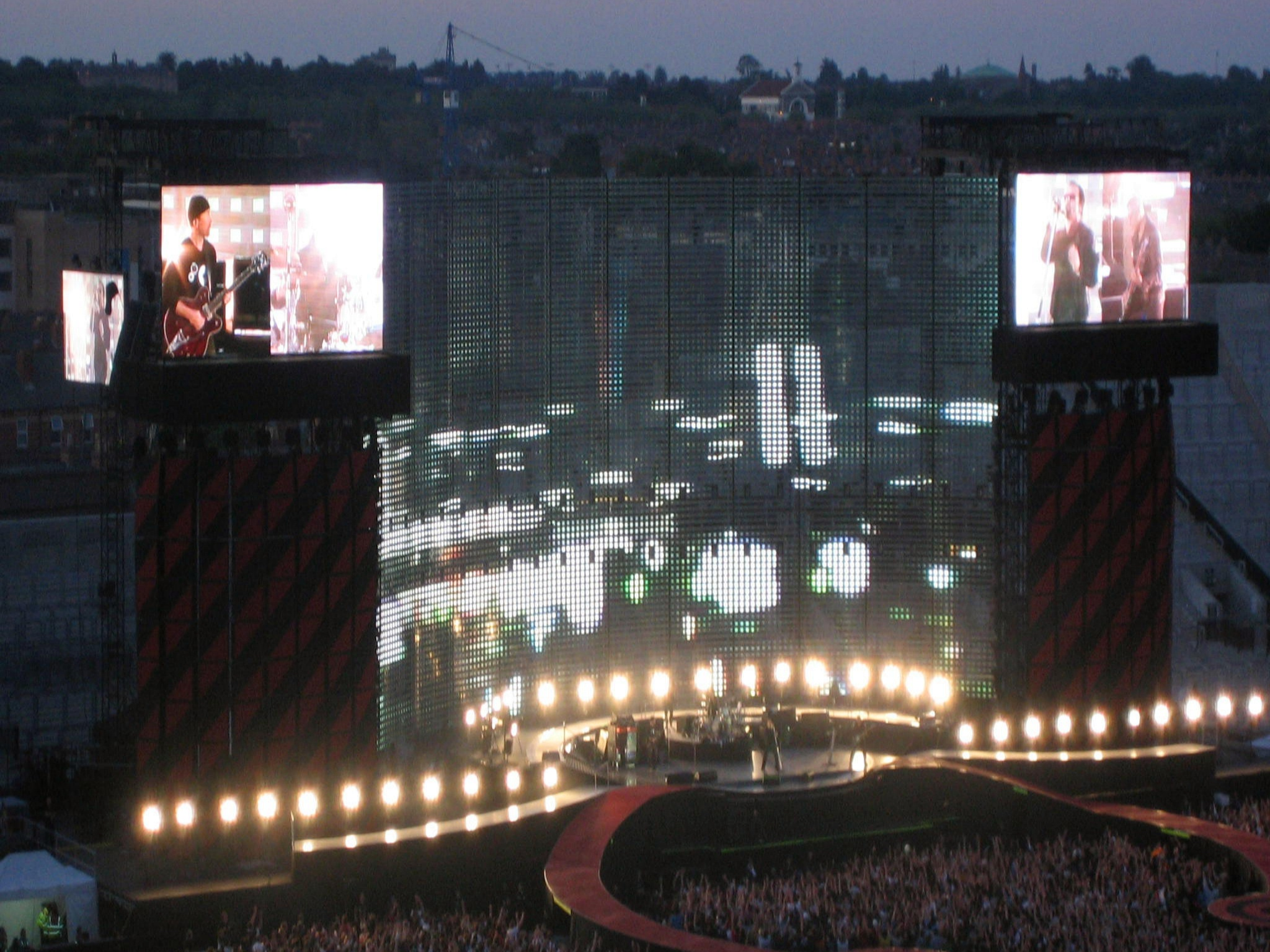
U2's Vertigo Tour at Croke Park in 2005

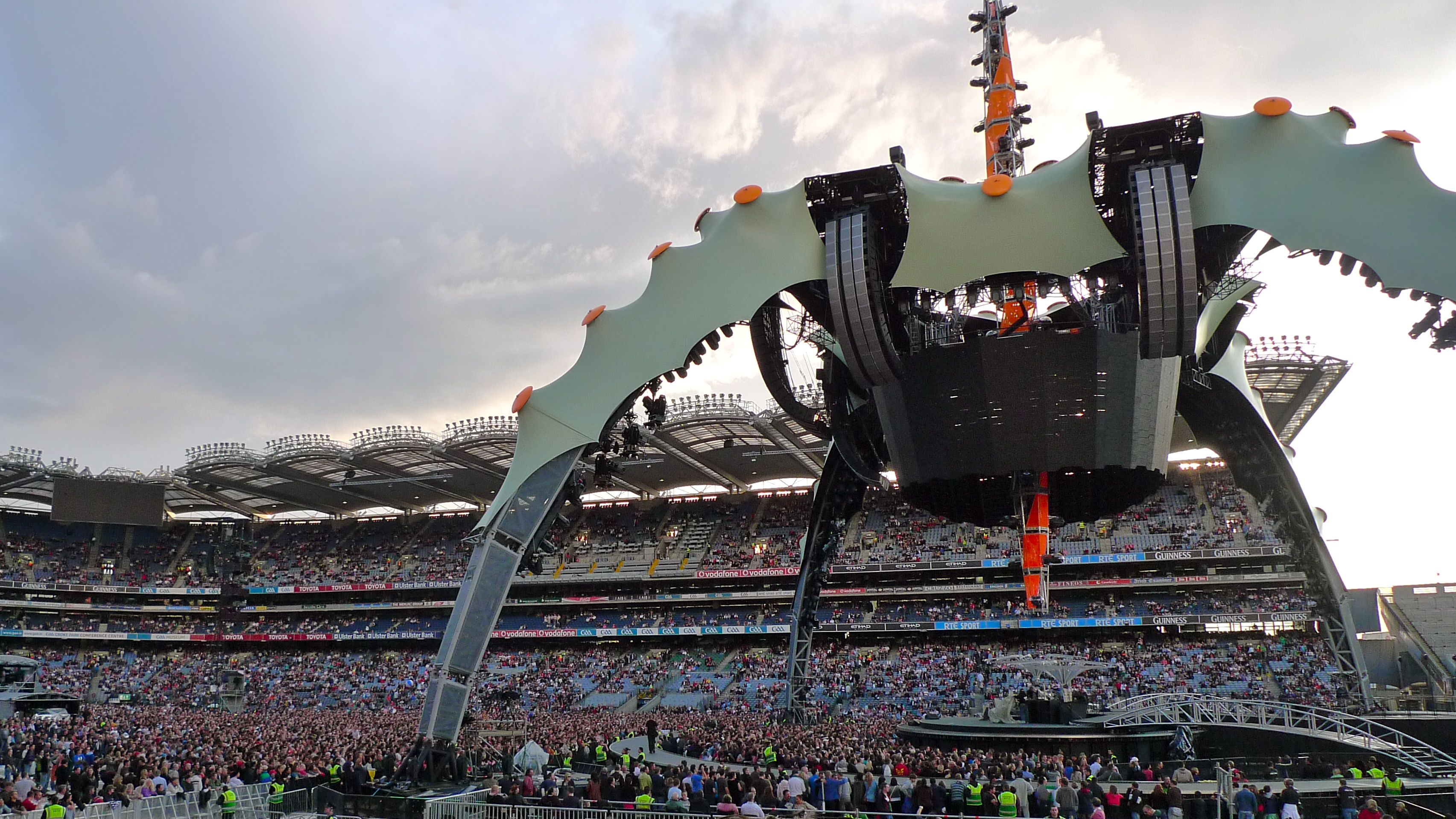
U2's 360° Tour at Croke Park in 2009

| Concerte pe Croke Park      | Concerte pe Croke Park  | Concerte pe Croke Park             |
| Data                        | Artist                  | Turneu                             |
| --------------------------- | ----------------------- | ---------------------------------- |
| 28 iunie 1996               | Tina Turner             | Wildest Dreams Tour                |
| 16–18 mai 1997              | Garth Brooks            | World Tour II                      |
| 29–30 mai 1998              | Elton John & Billy Joel | Face To Face Tour                  |
| 24–25 & 27 iunie 2005       | U2                      | Vertigo Tour                       |
| 20 mai 2006                 | Bon Jovi                | Have a Nice Day Tour               |
| 9 iunie 2006                | Robbie Williams         | Close Encounters Tour              |
| 30 mai 2008                 | Celine Dion             | Taking Chances Tour                |
| 1 iunie 2008                | Westlife                | Back Home Tour                     |
| 14 iunie 2008               | Neil Diamond            |                                    |
| 13 iunie 2009               | Take That               | Take That Present: The Circus Live |
| July 24–25 & 27, 2009       | U2                      | U2 360° Tour                       |
| 5 iunie 2010                | Westlife                | Where We Are Tour                  |
| June 18–19, 2011            | Take That               | Progress Live                      |
| June 22–23, 2012            | Westlife                | Greatest Hits Tour                 |
| 26 iunie 2012               | Red Hot Chili Peppers   | I'm with You Tour                  |
| May 23,24 & 25, 2014        | One Direction           | Where We Are Tour                  |
| July 25,26,27,28 & 29, 2014 | Garth Brooks            | Comeback Special                   |

## Galerie

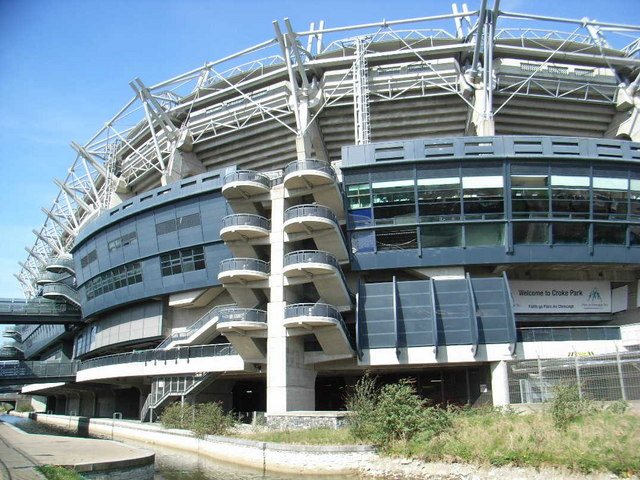
Croke Park by the canal
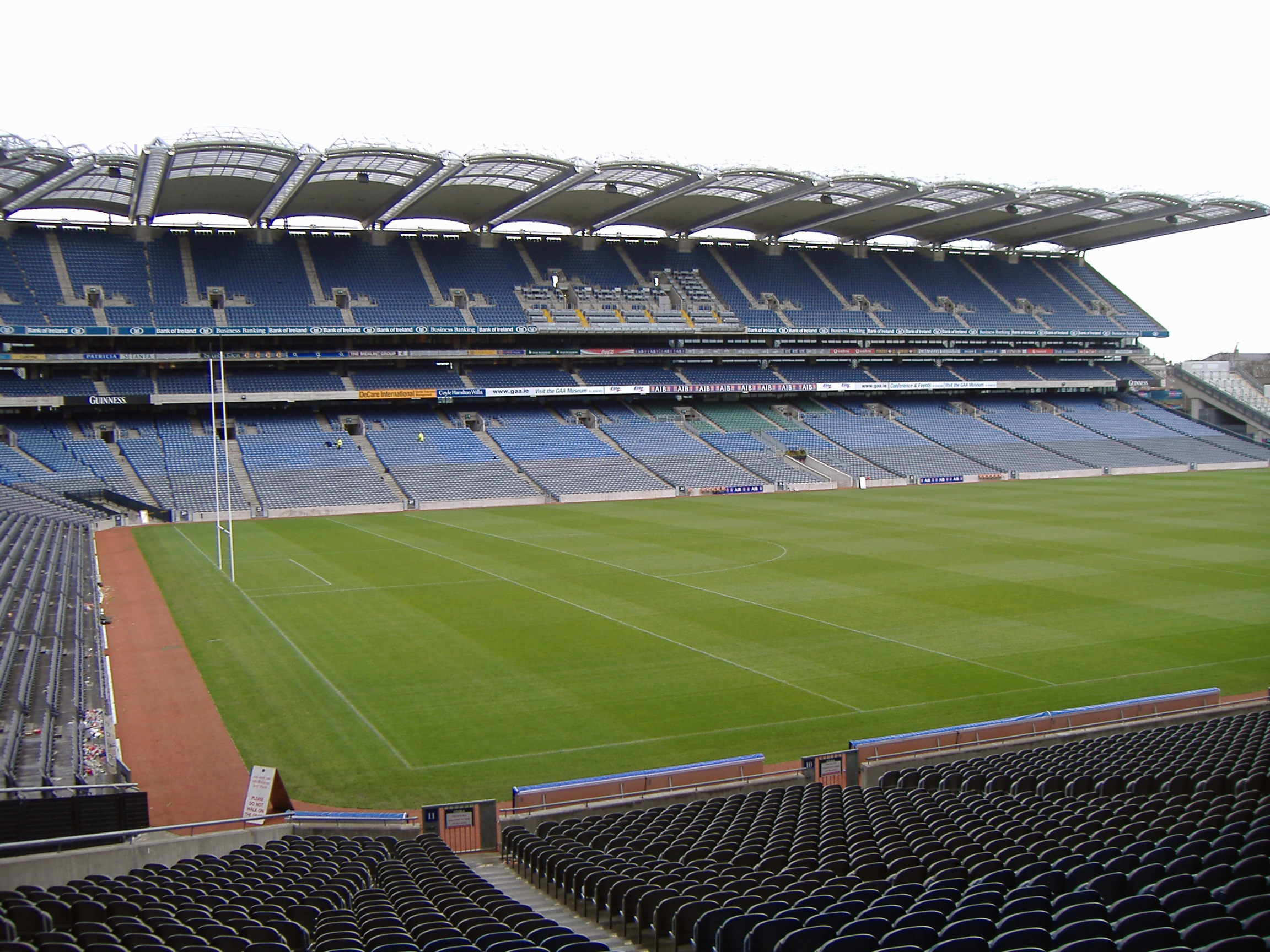
Hogan Stand
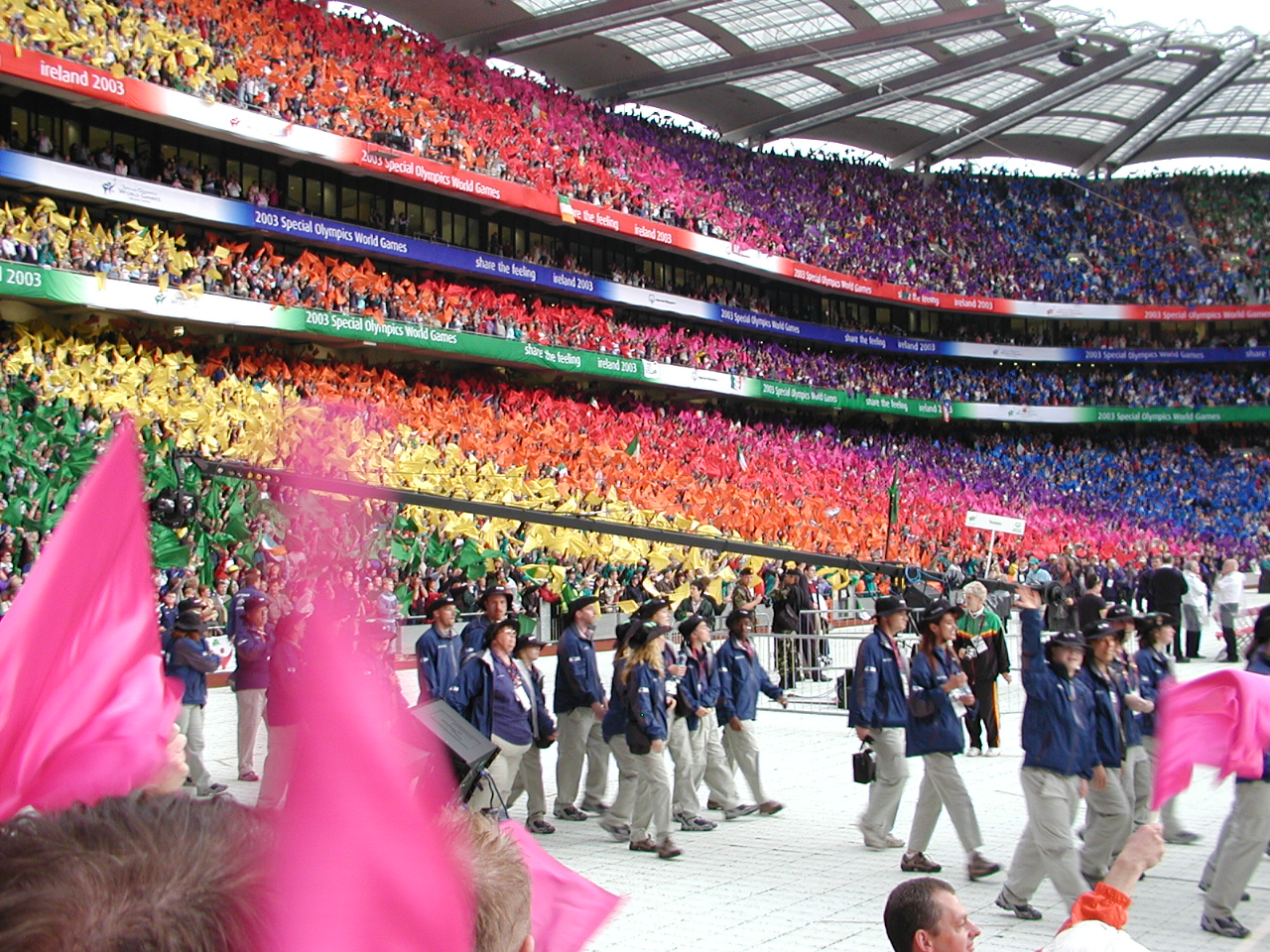
2003 Special Olympics Opening Ceremony
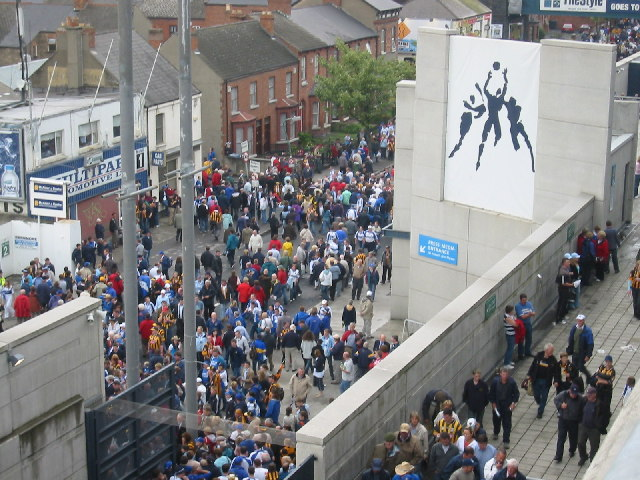
Crowds around Croke Park on match day
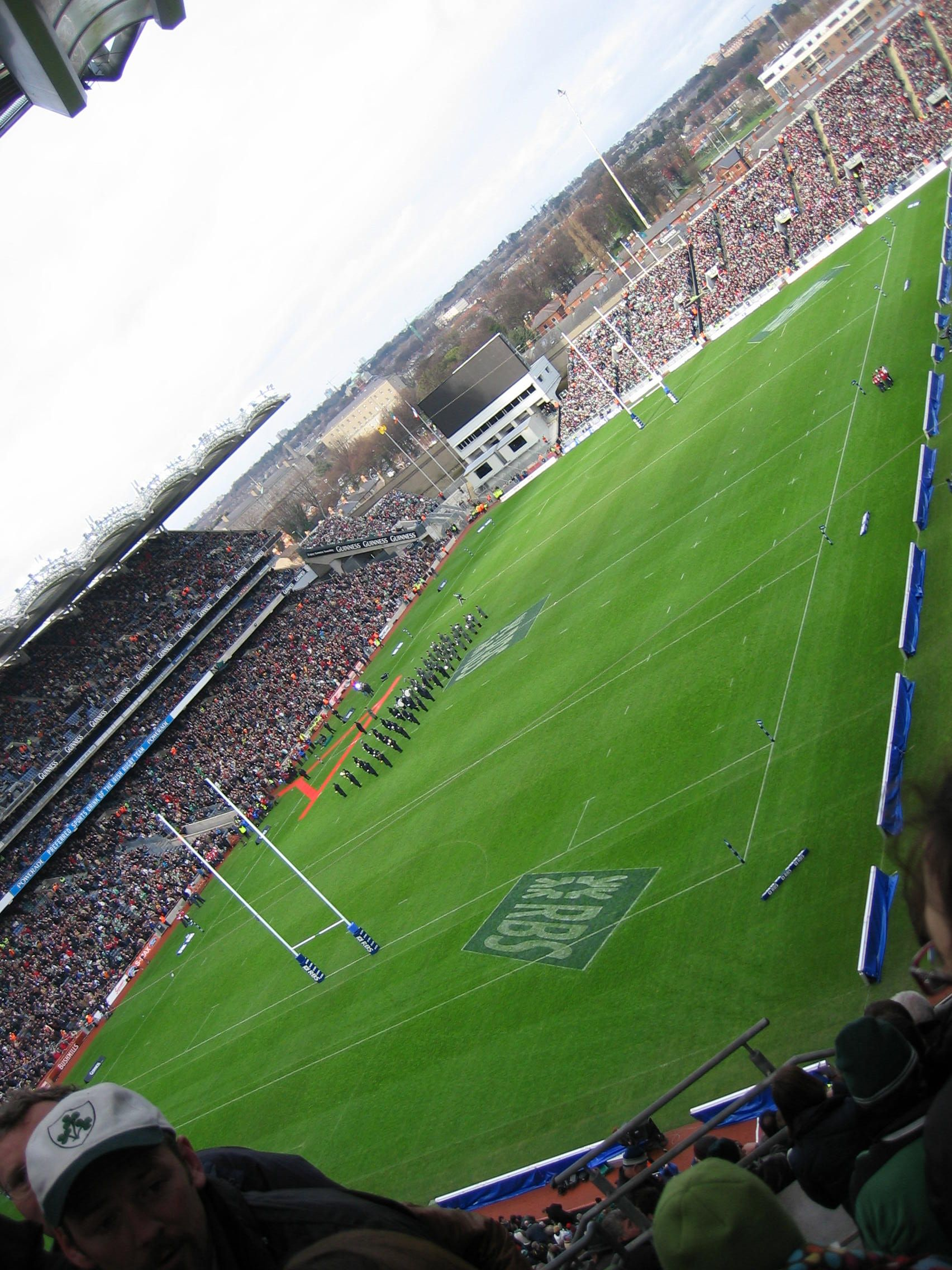
Rugby pitch laid out on the larger Gaelic games pitch
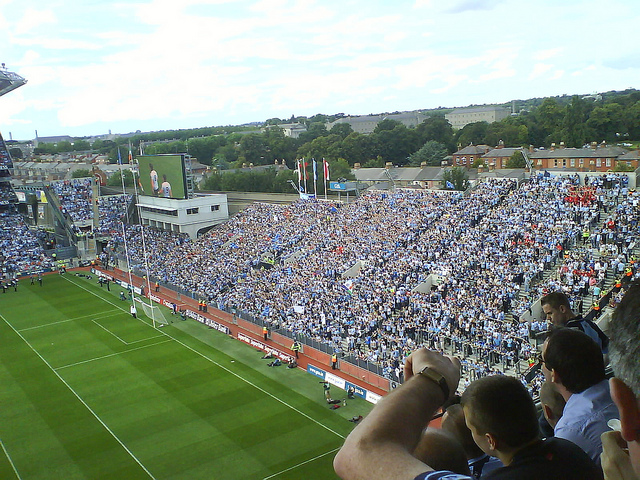
A view of Hill 16